# Монсунске пустиње
Монсун (потиче од арапске речи за годишње доба) означава састав ветрова с израженом периодичном променом смера. Монсуни настају као последица температурне разлике између континената и океана. Југоисточни пасати у Индијском океану, на пример, стварају тешке летње кише у Индији док се крећу према обали. Док монсун прелази Индију, губи влагу на источним обронцима планине Аравали. Пустиња Тар (Велика индијска пустиња) и пустиња Чолистан у Пакистану су делови монсунске пустиње која се налази западно од тог ланца.